# Czerniejów (Lubartów)
Pour les articles homonymes, voir Czerniejów.
Czerniejów (prononciation : [t͡ʂɛrˈɲejuf]) est un village polonais de la gmina de Serniki dans le powiat de Lubartów de la voïvodie de Lublin dans l'est de la Pologne.

## Histoire
De 1975 à 1998, le village est attaché administrativement à l'ancienne Voïvodie de Lublin.

Depuis 1999, il fait partie de la nouvelle voïvodie de Lublin.